# Michel Varga
Balázs Nagy, más conocido por su seudónimo Michel Varga (Kecskemét, Reino de Hungría, 1927 - Carmaux/Carmauç, República francesa, 23 de agosto de 2015) fue un revolucionario trotskista húngaro, nacionalizado francés en el exilio.
Nacido en un medio campesino, pero de padre ingeniero, Balázs Nagy ingresó en la organización de las Juventudes Comunistas, y en 1944 en el Partido Comunista de Hungría, integrando los primeros maquis comunistas en el Ejército Rojo. Entre 1945 y 1948 militó en los distintos movimientos de la juventud, como la Unión Juvenil del Trabajo (DISZ), organización estudiantil del Partido de los Trabajadores Húngaros (MDP), en cuyo seno era considerado un intelectual. También fue miembro del Comité Central de las Juventudes Comunistas. Tras el "proceso Rajk", el primer gran proceso estalinista en el Bloque del Este, fue apartado brutalmente bajo acusación de "espía de los imperialistas". Trabajó en la Universidad como encargado de los cursos de Historia y, más tarde, también como secretario sindical. Fue expulsado del MDP en 1952, bajo la acusación de “nacionalismo antisoviético” y “antiobrero”. Dejó la Universidad para trabajar como obrero en diferentes fábricas hasta principios de 1956.
Formó parte de un grupo que en 1954 fundó el grupo de discusión Círculo Petőfi, opuesto a Mátyás Rákosi. En 1955 fue rehabilitado y reingresó en el partido, uniéndose a las filas de la oposición formada en torno a Imre Nagy. En 1956, fue elegido secretario del Buró provisional del Círculo Petőfi. Durante la 
Revolución de 1956, fue uno de los fundadores y organizadores del Comité de Intelectuales, y después asumió las relaciones entre los grupos armados e Imre Nagy. Tras la segunda entrada de los tanques soviéticos, intervino en la formación del movimiento clandestino “23 de Octubre”.
Tras la derrota de la revolución, en crisis con la orientación reformista del Círculo Petőfi, Varga se exilió a Austria, y a finales de noviembre se estableció en París. En 1960, en Bruselas, participó en la fundación y en los trabajos del Instituto Imre Nagy, con el que rompió en 1961. En París, tras discusiones políticas con Pierre Broué, se convirtió en trotskista y fundó la Liga de los Revolucionarios Socialistas de Hungría con otros exiliados. Se afilió a la Organización Comunista Internacionalista (OCI) en 1962, y en 1963 su liga se afilió al Comité Internacional de Reconstrucción de la Cuarta Internacional.
En 1972, la dirección de la OCI decidió abandonar el Comité Internacional y estableció en su lugar el Comité de Organización por la Reconstrucción de la Cuarta Internacional, al que Michel Varga y la Liga de los Revolucionarios Socialistas de Hungría denunciaron como un agrupamiento sin principios y capitulador ante el estalinismo. A partir de enero de 1973, Varga organizó una fracción de oposición en su interior, la Fracción por el Mantenimiento y Desarrollo del Comité Internacional (formada por la LRSH, la Organización Trotskista española, el grupo polaco Walka Klas, el grupo checoslovaco Proletar, el grupo yugoslavo Proleterska Avangarda, y el Grupo Trotskista de Marruecos integrado en el Grupo Marxista Africano). Frente al intento de la OCI de recusar a este último como miembro del CORCI, la fracción rompió con el mismo y en abril formó la Liga Internacional de Reconstrucción de la IV Internacional (LIRCI), adhiriéndose además una fracción de la OCI. A continuación la dirección de la OCI lanzó una campaña de calumnias contra Michel Varga acusándolo de ser “agente de la CIA y del KGB”, además de repetidas agresiones físicas en público a militantes de la LIRCI. Según las conclusiones de la Comisión de Investigación constituida a petición del dirigente húngaro, y recogidas en un Libro Blanco publicado en francés en 1978 y en castellano en 1980, las calumnias fueron lanzadas por Pierre Lambert para evitar toda discusión política acerca del problema de la reconstrucción de la IV Internacional como partido centralizado mundial, y para ocultar la adaptación de la política de la OCI al eurocomunismo y su consigna de Gobierno PSF-PCF, en la búsqueda de un acuerdo político con el Secretariado Unificado pablista. Dicha comisión internacional estuvo compuesta por representantes de Lutte Ouvrière, la Liga Comunista Revolucionaria, el Partido Socialista de los Trabajadores (SWP) y la Tendencia Espartaquista Internacional.
En 1984, Varga fue expulsado por un grupo de oposición de su propia internacional, y en su lugar formó el Grupo de Oposición y Continuidad de la Cuarta Internacional. En 1990, este se disolvió en la Internacional de los Trabajadores para Reconstruir la Cuarta Internacional (WIRFI, en inglés), de la que Varga se convirtió en secretario, y en cuyo boletín publicó artículos de análisis político hasta su muerte.
En marzo de 2014, la WIRFI anunció el próximo lanzamiento de la primera parte del libro de Balázs Nagy Consideraciones marxistas sobre la crisis.